# Гимн Кабо-Верде
Гимн Кабо-Верде (Песнь свободы, порт. Cântico da Liberdade) утвержден в 1996 г. как национальный гимн. До этого государство имело такой же гимн как Гвинея-Бисау (Esta é a Nossa Pátria Bem Amada). Композитор гимна — Адалберту Игину Тавариш Силва (Adalberto Higino Tavares Silva), текст на португальском языке сочинил Амилкар Спенсер Лопиш (Amílcar Spencer Lopes).

## Текст
Canta, irmão

Canta, meu irmão

Que a liberdade é hino

E o homem a certeza.

Com dignidade, enterra a semente

No pó da ilha nua;

No despenhadeiro da vida

A esperança é do tamanho do mar

Que nos abraça,

Sentinela de mares e ventos

Perseverante

Entre estrelas e o Atlântico

Entoa o Cântico da Liberdade.

Canta, irmão

Canta, meu irmão

Que a liberdade é hino

E o homem a certeza.

## Буквальный перевод
Пой, брат,

пой, мой брат,

ту [песню], что Свободе – гимн,

а человеку – уверенность.

С достоинством посей семя

в пыли голого острова.

В жизненных неурядицах

надежда столь же велика,

как море, что обнимает нас.

Недремлющий страж морей и ветров

между звёздами и Атлантическим океаном,

напевай песнь Свободы.

Пой, брат,

пой, мой брат,

ту [песню], что Свободе – гимн,

а человеку – уверенность.